# Aristolochia killipiana
Aristolochia killipiana O.C.Schmidt – gatunek rośliny z rodziny kokornakowatych (Aristolochiaceae Juss.). Występuje naturalnie w Peru

## Morfologia
PokrójBylina pnąca o owłosionych pędach.
LiścieMają prawie okrągły kształt. Mają 9,5 cm długości oraz 5 cm szerokości. Z ostrym wierzchołkiem. Ogonek liściowy jest owłosiony i ma długość 2,5 cm.
KwiatyPojedyncze.